# Robert Schwint
Robert Schwint, né le 11 janvier 1928 à Montbéliard (Doubs) et mort le 24 janvier 2011 à Besançon (Doubs), est un homme politique français.
Membre du Parti socialiste jusqu'en 1998, il est sénateur du Doubs de 1971 à 1988, maire de Besançon de 1977 à 2001 et député du Doubs de 1988 à 1993.

## Biographie
Robert Schwint est né le 11 janvier 1928 à Montbéliard. Il est élevé dans une famille assez modeste puisque son père est menuisier et sa mère est femme de ménage. Son éducation, qui est stricte et à tendance protestante luthérienne par ses parents, se confirme par la fréquentation des mouvements de jeunesse protestants.
Une fois son brevet en poche, il part étudier à Besançon à l'École normale d'instituteurs de Besançon où il passe un baccalauréat moderne et un autre en sciences expérimentales. Il commence sa carrière professionnelle en tant qu'enseignant dans le Haut-Doubs et crée en 1952 un cours complémentaire public au Russey, commune où n'existaient que deux établissements privés.
Il décroche son premier mandat politique en 1959 en devenant maire de cette commune du Russey, de tradition plutôt conservatrice. Il y est réélu en 1965 puis de nouveau en 1971, année où il parvient également à se faire élire sénateur du Doubs puis à devenir membre puis président de la commission des Affaires sociales. En 1977, il est élu maire de Besançon, où il enchaînera quatre mandats successifs jusqu'en 2001. En 1988, il abandonne son mandat de sénateur pour devenir député, fonction qu'il occupe pendant cinq ans. De 1990 à 1997, il exerce la fonction de président de l'association Energy Cities.
Il est membre du Parti socialiste jusqu'en 1998, année où il quitte le parti du fait d'un refus de Pierre Moscovici, tête de liste PS dans le Doubs pour les élections régionales de la même année, de placer sa femme Simone Schwint en position d'éligibilité sur la liste régionale.
Depuis le 1er septembre 2007, une rue du lotissement des Rondeys, au Russey, porte le nom de Robert Schwint. Le pont Denfert-Rochereau de Besançon a été rebaptisé pont Robert-Schwint en 2014.
Robert Schwint meurt le 24 janvier 2011 à Besançon.

## Détail des fonctions et des mandats
Mandats parlementaires
- 13 juin 1988 - 1er avril 1993 : député de la 1re circonscription du Doubs
- 26 septembre 1971 - 24 juin 1988 : sénateur du Doubs

Mandats locaux
- 13 mars 1977 - 18 mars 2001 : maire de Besançon
- mars 1976 - mars 1982 : conseiller général du canton de Besançon-Planoise
- mars 1959 - mars 1977 : Maire du Russey
- jusqu'en 1986 : membre du conseil régional de Franche-Comté

## Publications
- Robert Schwint, Mon parcours en toute simplicité, Gunten, 2003  (ISBN 2914211120)
- Mon Parcours en toute simplicité, site web Éditions Gunten